# Lycaena nigra
Lycaena nigra är en fjärilsart som beskrevs av William Henry Miskin 1890. Lycaena nigra ingår i släktet Lycaena och familjen juvelvingar. Inga underarter finns listade i Catalogue of Life.